# Нефёдков, Афанасий Фролович
Афанасий Фролович Нефёдков (01.05.1904, Пермская губерния — 20.07.1945, близ Белостока) — наводчик орудия батареи 76-мм пушек 837-го стрелкового полка, 238-й стрелковой дивизии, младший сержант — на момент представления к награждению орденом Славы 1-й степени.

## Биография
Родился 1 мая 1904 года в деревне Востоково, Гаринского района Свердловской области. Окончил 4 класса. Работал счетоводом в колхозе.
В августе 1941 года был призван в Красную Армию Горинским райвоенкоматом. В действующей армии с ноября 1941 года. Воевал на Калининском, Брянском, Белорусском и 2-м Белорусском фронтах. В 1943 году вступил в ВКП(б), был дважды ранен, второй раз тяжело. После госпиталя вернулся на фронт. К лету 1944 года воевал в составе 837-го стрелкового полка 238-й стрелковой дивизии наводчиком, командиром расчёта 76-мм орудия.
6 августа 1944 года в бою за город Кнышин красноармеец Нефёдков при торижении двух контратак противника прямой наводкой уничтожил 5 пулемётных точек, 3 повозки и несколько десятков противников. В этом бою был ранен, но поле боя не покинул.
Приказом по частям 238-й стрелковой дивизии от 31 августа 1944 года красноармеец Нефёдков Афанасий Фролович награждён орденом Славы 3-й степени.
4 сентября 1944 года в боях за населённый пункт Вежбово красноармеец Нефёдков прямой наводкой уничтожил наблюдательный пункт противника и 2 пулемётные точки. 5 сентября в районе населённого пункта Вшежеч подбил автомашину, 2 повозки, вывел из строя свыше 10 солдат противника. Был представлен к награждению орденом Красной Звезды.
Приказом по войскам 49-й армии от 26 октября 1944 года красноармеец Нефёдков Афанасий Фролович награждён орденом Славы 2-й степени.
20 января 1945 года при овладении станцией Парцяки младший сержант Нефёдков вывел орудия на прямую наводку и огнём своей пушки уничтожил 4 пулемётные точки, 3 повозки и до 70 солдат противника. Расчёт, в котором наводчиком был Нефёдков, одним из первых ворвался на станцию и огнём из орудий продолжал расчищать путь пехоте. 23 января в боях у населённого пункта Кипаррен метким огнём уничтожил 3 пулемёта, 4 повозки и наблюдательный пункт противника, с которого просматривались все советские боевые порядки.
Указом Президиума Верховного Совета СССР от 10 апреля 1945 года младший сержант Нефёдков Афанасий Фролович награждён орденом Славы 1-й степени. Стал полным кавалером ордена Славы.
На завершающем этапе войны воевал в составе 76-го миномётного полка. В мае 1945 года младший сержант Нефёдков был тяжело ранен в бою, в голову. Несколько месяцев провёл в госпиталях. 20 июля 1945 года умер от ран в эвакогоспитале № 1898. Похоронен на воинском кладбище близ города Белосток.
Награждён орденами Славы 1-й, 2-й и 3-й степеней.